# Marching Out
《Marching Out》은 1985년 9월 30일, 폴리도르 레코드를 통해 발매된 스웨덴의 기타리스트 잉베이 말름스틴의 두 번째 스튜디오 음반이다. 이 음반은 미국 빌보드 200에서 52위에 올랐고 28주 동안 차트에 머물렀고, 다른 두 나라에서 30위 안에 들었다.
8번째 트랙 〈On the Run Again〉은 1983년 말름스틴의 초기 밴드 스틸러가 작곡한 〈Victim of the City〉의 리메이크 곡으로, 2005년 컴필레이션 음반 《Metal Generation: The Steeler Anthology》에 발매되었다.

## 평가
| 전문가 평가   | 전문가 평가 |
| 평가 점수     | 평가 점수   |
| 출처          | 점수        |
| ------------- | ----------- |
| AllMusic      | [ 3 ]       |
| Kerrang!      | [ 4 ]       |
| Martin Popoff | [ 5 ]       |

올뮤직의 스티브 휴이는 《Marching Out》에 5개 중 3.5개의 별을 주면서 "가치 있는 경청"이라고 말하면서도 말름스틴의 가사와 이 곡들의 판타지 지향적인 주제에 대해 다소 비판적이었다. 말름스틴의 기타 작품은 1984년 데뷔 음반 《Rising Force》보다 "조금 더 날렵하고 공격적"으로 묘사되었다.

## 곡 목록
모든 곡들은 특별한 언급이 없는 한 잉베이 말름스틴에 의해 작사/작곡하였다.
| #   | 제목                            | 작사·작곡                | 재생 시간 |
| --- | ------------------------------- | ------------------------ | --------- |
| 1.  | 〈Prelude〉 (기악)              |                          | 1:00      |
| 2.  | 〈I'll See the Light, Tonight〉 | 말름스틴, 제프 스콧 소토 | 4:27      |
| 3.  | 〈Don't Let It End〉            | 말름스틴, 소토           | 4:09      |
| 4.  | 〈Disciples of Hell〉           |                          | 5:53      |
| 5.  | 〈I Am a Viking〉               |                          | 6:00      |
| 6.  | 〈Overture 1383〉 (기악)        |                          | 2:58      |
| 7.  | 〈Anguish and Fear〉            |                          | 3:50      |
| 8.  | 〈On the Run Again〉            | 말름스틴, 소토           | 3:25      |
| 9.  | 〈Soldier Without Faith〉       |                          | 6:10      |
| 10. | 〈Caught in the Middle〉        | 말름스틴, 소토           | 4:20      |
| 11. | 〈Marching Out〉 (기악)         |                          | 3:10      |